# Теоктист Черњиговски
Теоктист Черњиговски († 1123) - епископ черњиговски и светитељ правопславне цркве.
Православна црква га помиње 6. (19) августа.

## Биографија
Пре постављања за епископа, дуго је живео у Кијево-печерском манастиру, где је, по свој прилици, дошао у време светог Теодосија († 1074), пошто га између 1074. и 1077. Печерски патерикон представља већ као једног од почетних монаха који су заједно учествовали. са „оцима” „и игуманом манастира у исцељењу молитвом и опомињању заведеног брата Никите.
Од 1103. године Теоктист је ту био игуман.
1108. године, у славу манастира и свог ментора, молио је преко великог кнеза Свјатополка митрополитов налог да се свети Теодосије Печерски „преко свих епископа“ уврсти у спискове светаца који се помињу на празничним литијама. Исте године завршио је изградњу камене манастирске трпезарије, коју је раније поставио по налогу и о трошку кнеза Глеба, у коме једни виде чувеног добротвора минског кнеза Глеба Всеславича, а други – Черниговски кнез Давид Свјатославич, који је наводно имао средње име Глеб. Жена потоњег, кнегиња Теодосија, била је духовна кћи Теоктиста, а кнежев син Николај Свјатоша замонашио се у Печерском манастиру под његовим вођством. Можда делом захваљујући овим везама са черњиговском кнежевском кућом, Теоктист је 11. или 12. јануара 1113. године постављен за епископа Чернигова. Ова поставка је изазвала велику радост у черниговској пастви само зато што његов претходник, због болести, није вршио архијерејску службу 25 година.
За време Теоктистовог боравка у Чернигову, летописи и други споменици помињу његово име само два пута: једном у вези са учешћем 1-2. маја 1115. године у освећењу цркве у Вишгороду у име светих Бориса и Глеба и у свечаном преносу моштију ових принчева у њега, а други - у вези са околностима смрти и сахране черниговског кнеза Давида Свјатославича. У хроници се наводи да је 1. августа 1123. године  „... епископ черњиговски Теоктист знајући да је кнез тешко оболео, наредио је да се пева навечерје крста“; када се показало да кнежев гроб неће бити припремљен на време за завршетак парастоса, „рече владика: ето, сунце већ залази, сахранићемо га ујутру”.
Више је него вероватно да је Теоктис учествовао у неким другим догађајима, о којима су извештаји доступни у изворима без помињања његовог имена; То су сахрана у Чернигову 1115. године черњиговског кнеза Олега, 1116. године монахиње кнегиње Предславе и 1120. године кнеза Ростислава, и освећење тамошњег храма у част Бориса и Глеба, који је подигао кнез Давид.
Као епископ он је много радио, и урадио, на уређењу храмова Божјих и на духовном просвећивању своје пастве.
Пошто је умро 6. августа 1123. године, очигледно у граду Чернигову, Теоктист је, према неким каснијим вестима, „положен у Печерском манастиру“.